# Cornel Borsos
Cornel Borsos (* 4. April 1962 in Heidenheim an der Brenz) ist ein ehemaliger deutscher Tischtennis-Nationalspieler. Er wurde dreimal Deutscher Meister.

## Werdegang
Borsos begann seine Karriere beim Verein TG Würzburg. Später wechselte er zu Erlangen (1978–1980), dann zum TTC Heusenstamm in die Bundesliga. 1983 schloss er sich Borussia Düsseldorf an.
Als Jugendlicher belegte Borsos im Bundesranglistenturnier TOP12 der Jungen 1979 Platz zwei. 1981 gewann er das Junioren-TOP12.
Bei den nationalen deutschen Meisterschaften gewann er den Titel 1984 im Mixed mit Andrea Mann sowie 1985 und 1986 im Doppel mit Ralf Wosik. Das Halbfinale im Doppel erreichte er 1984 und 1988 mit Ralf Wosik sowie 1989 und 1990 mit Hans-Joachim Nolten. 1985 belegte er im Bundesranglistenturnier Platz zwei. In der Saison 1985/86 und 1987/88 wurde er mit Borussia Düsseldorf deutscher Mannschaftsmeister.
Borsos bestritt mindestens drei Länderspiele. Im Januar 1985 gewann er beim 3:3 gegen China in Dautphetal zwei Einzel. Erneut nominiert wurde er für den Kampf gegen China am 13. April 1987 in Planegg, der mit 1:4 verloren ging. Beim 5:0-Erfolg über Frankreich im Februar 1988 gewann er gegen Didier Mommessin. Weitere internationale Einsätze blieben ihm angesichts der Konkurrenz von Jörg Roßkopf, Steffen Fetzner und Peter Franz versagt.
1989 verließ er Borussia Düsseldorf Richtung TSV Milbertshofen, wo er bis 1992 blieb. Die weiteren Vereinsstationen waren Würzburger Kickers (1992–1995), Kareth-Lappersdorf (seit 1995), Müller Würzburger Hofbräu (mindestens seit 2005 bis 2008) und TTC Kist/Würzburg (seit 2008).
In der deutschen Rangliste kam Borsos bis auf Platz fünf.
Seit dem Ende seiner aktiven Laufbahn arbeitet er als Verbandstrainer beim Bayerischen Tischtennis-Verband BTTV. Diese Tätigkeit beendet er im Dezember 2023.

## Privat
Borsos heiratete 1984. Er hat zwei Töchter, Carina und Annika, welche regional erfolgreich Tischtennis spielen. Annika, deutsche Schülermeisterin 2001, trat in der Saison 2007/08 mit der SpVgg/DJK Wolframs-Eschenbach in der 2. Bundesliga an. Bis 2017 betrieb Cornel Borsos ein Sportfachgeschäft in Würzburg.